# Albert Polman (1961)

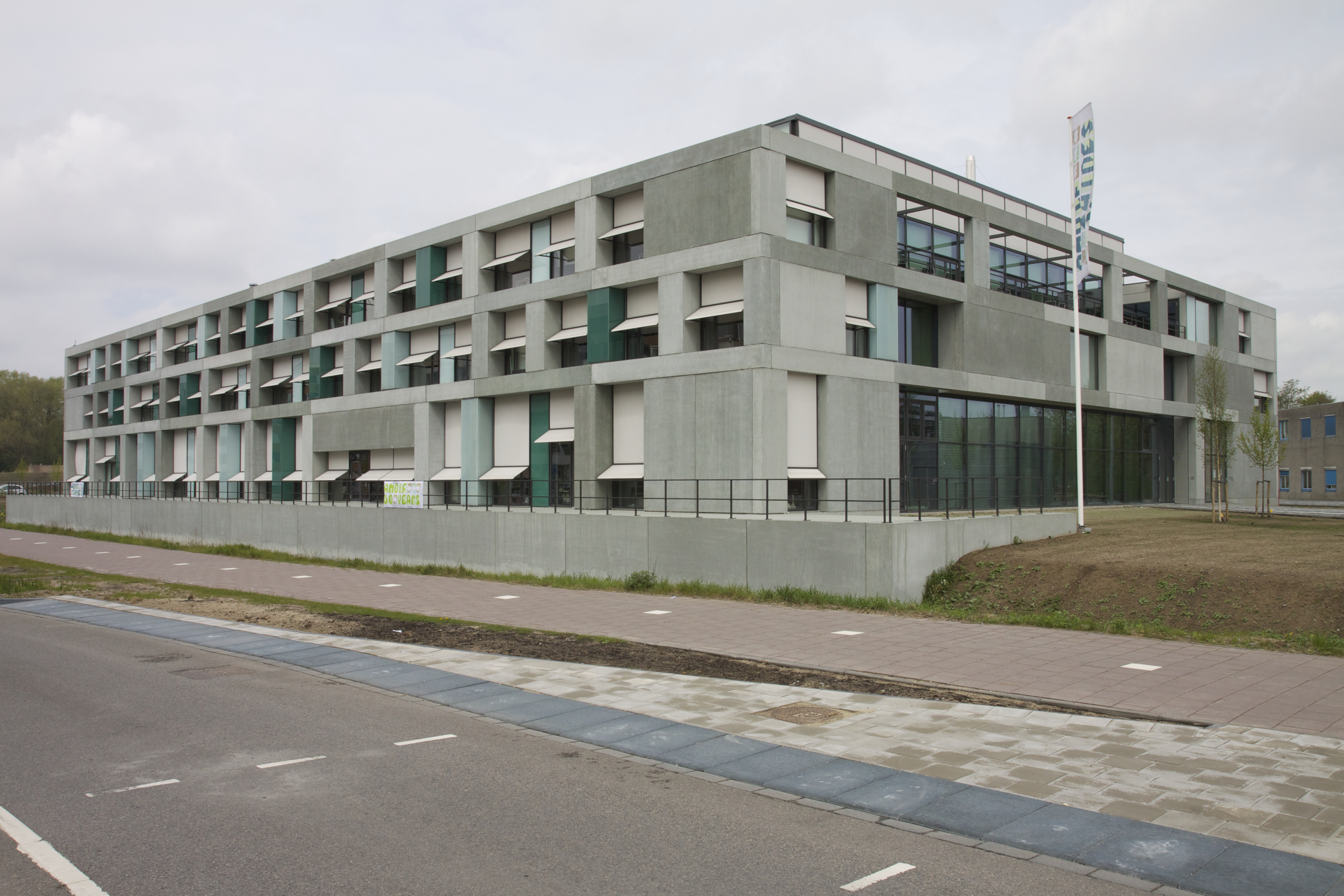
AMOLF, waar Polman directeur is.

Albert Polman (Groningen, 21 april 1961) is een Nederlands natuurkundige, voormalig directeur van het FOM-AMOLF-instituut in Amsterdam en hoogleraar aan de Universiteit van Amsterdam.

## Loopbaan
Polman, kleinzoon van Albert Polman, behaalde zijn doctoraal in de natuurkunde in 1985 en promoveerde in 1989 op het proefschrift Beam-induced phase transformations in silicon aan de Universiteit Utrecht. Van 1989 tot 1991 was hij post-doctoraal stafonderzoeker bij AT&T Bell Laboratories (Murray Hill, New Jersey). Sinds 1991 werkt hij bij AMOLF, eerst als groepsleider en vanaf 1999 als afdelingshoofd. In 2005 was hij een der initiators van het Center for Nanophotonics bij AMOLF. In 2006 werd hij benoemd tot directeur van AMOLF. Polman was een van de oprichters, in 2003, van het Amsterdamse nanoCenter, een regionaal nanoproductiecentrum. Van maart 2003 tot februari 2004 had hij een sabbatical jaar; deze tijd bracht hij door bij Caltech, waar hij toen onderzoeksmedewerker was bij de groep van professor H.A. Atwater.
Polman is een van de pioniers van het onderzoeksveld der nanophotonics, de wetenschap die het licht op nanoschaal bestudeert. Hij is het bekendste van de uitvinding van "optische doping", incorporatie en optische activatie van optisch actieve ionen in dun filmmateriaal door implantatie van ionen. De onderzoeksgroep van Polman bij AMOLF is gespecialiseerd in fundamenteel onderzoek met betrekking tot de relatie tussen optische fysica en de wetenschap der materialen.
Polman werd in 2009 benoemd tot lid van de Koninklijke Nederlandse Akademie van Wetenschappen. In maart 2012 werd hij benoemd tot hoogleraar aan de Universiteit van Amsterdam (daarvoor was hij al hoogleraar aan de Universiteit Utrecht). Al eerder werd hij door de Amerikaanse Materials Research Society (MRS) benoemd tot Fellow van de MRS "in recognition of pioneering studies in nanophotonics: the control, understanding, and application of light at the nanoscale".

## Publicaties (selectie)
- Plasmonics Applied, A. Polman, Science 322, 868 (2008)[4]
- Design principles for particle plasmon enhanced solar cells, K.R. Catchpole and A. Polman, Appl. Phys. Lett. 93, 191113 (2008)
- Tunable nanoscale localization of energy on plasmon particle arrays, R. de Waele, A.F. Koenderink, and A. Polman, Nano Lett. 7, 2004 (2007), also featured in Nature 447, July 2007.
- Enhanced non-linear optical effects with a tapered plasmonic waveguide, E. Verhagen, L. Kuipers and A. Polman, Nano Lett. 7, 334 (2007).
- Ultra-low threshold erbium-implanted toroidal microlaser on silicon, A. Polman, B. Min, J. Kalkman, T.J. Kippenberg, and K.J. Vahala, Appl. Phys. Lett. 84, 1037 (2004).
- Measuring and modifying the spontaneous emission rate of erbium near an interface, E. Snoeks, A. Lagendijk, and A. Polman, Phys. Rev. Lett. 74, 2459 (1995).
- Room-temperature electroluminescence from Er-doped crystalline Si, G. Franzó, F. Priolo, S. Coffa, A. Polman, and A. Carnera, Appl. Phys. Lett. 64, 2235 (1994).